# NGC 1929
NGC 1929 (również LHA 120-N 44F) – mgławica emisyjna (oraz obszar H II) znajdująca się w konstelacji Złotej Ryby w odległości około 170 000 lat świetlnych od Ziemi. Należy do Wielkiego Obłoku Magellana. Została odkryta 27 września 1826 roku przez Jamesa Dunlopa.

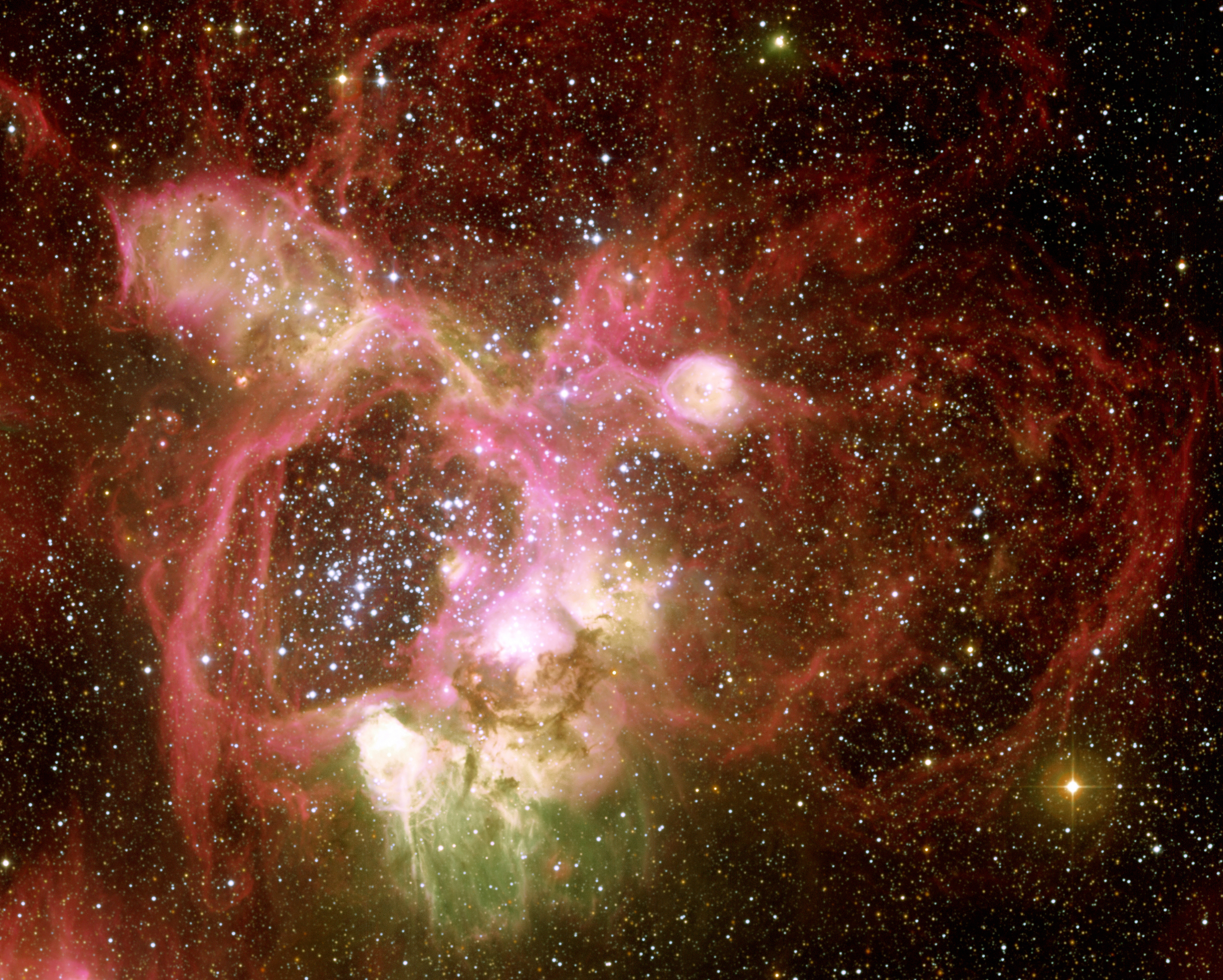
Centralna część LMC-N44. NGC 1929 to mała, jasna i okrągła mgławica powyżej środka zdjęcia (ESO)

NGC 1929 jest częścią wielkiej mgławicy LMC-N44 (N44) i jest położona na północny zachód od superbąbla znajdującego się w jej centrum. Obszar H II jest jonizowany przez gwiazdę typu widmowego O8III. Wewnątrz mgławicy wykryto dwie kolumny pyłu, w wierzchołku jednej z nich znajduje się młody obiekt gwiezdny (ang. YSO – young stellar object) o masie szacowanej na 6–11 M☉.